# Christian Malheiros
Christian Malheiros   (São Vicente, 5 de maig de 2000) és un actor brasiler. És conegut per la seva actuació guardonada a la pel·lícula dramàtica del 2018 Sócrates, que va ser elogiada per la crítica i li va valer una nominació al millor protagonista masculí als 34ns Premis Independent Spirit.

## Carrera
Malheiros va començar la seva carrera al teatre als nou anys.
Va fer el seu debut al llargmetratge quan era adolescent a la pel·lícula dramàtica de 2018 Sócrates, per la qual va ser nominat al Millor protagonista masculí als 34ns Premis Independent Spirit. La pel·lícula narra la història de Sócrates, un adolescent negre de 15 anys de Santos, a la costa de São Paulo, ja que ha de superar la pobresa extrema, la mort de la seva mare i l'homofòbia. La pel·lícula rebuda elogis de la crítica després de ser estrenat al circuit internacional de festivals de cinema. Va ser preseleccionada per a l'entrada oficial del Brasil a l'Oscar a la millor pel·lícula de parla no anglesa.
La crítica va elogiar la seva actuació a Sòcrates. Escrivint per a The Hollywood Reporter, el crític Frank Scheck va qualificar la seva actuació d'"impressionant". A Variety, el crític Dennis Harvey va escriure "El gir fantàstic de Malheiros fa que aquest protagonista sigui creïblement dur per necessitat i maduri més enllà dels seus anys." A Los Angeles Times va escriure que "els gestos facials de Malheiros oscil·len entre l'estoïcisme i els gemecs aclaparadors." The New York Times va escriure que "el seu encant i l'energia ens atrau immediatament al seu costat."
El 2019, Malheiros va començar a interpretar Nando a la sèrie brasilera de drama adolescent criminal en streaming Sintonia, creada i dirigida per Kondzilla, que es va estrenar a Netflix el 9 d'agost de 2019. La sèrie va rebre crítiques positives. El 2020, convidat per Luiz Päetow, va interpretar l'Àngel a la pel·lícula brasilera Transmission, que es va estrenar el 20 de setembre de 2020.

## Filmografia

### Cinema
| Any  | Títol          | Paper    | Director          |
| ---- | -------------- | -------- | ----------------- |
| 2018 | Sócrates       | Sócrates | Alexandre Moratto |
| 2020 | Transmission   | Angel    | Luiz Päetow       |
| 2021 | 7 Prisioneiros | Mateus   | Alexandre Moratto |

### Televisió
| Any          | Títol             | paper                       | Notes                            |
| ------------ | ----------------- | --------------------------- | -------------------------------- |
| 2019–present | Sintonia          | Luiz Fernando "Nando" Silva | Paper protagonista               |
| 2021         | Sessão de Terapia | Tony                        | Paper protagonista (temporada 5) |

## Premis i nominacions
| Any  | Premi                                                   | Categoria                 | Treball        | Resultat  | Ref |
| ---- | ------------------------------------------------------- | ------------------------- | -------------- | --------- | --- |
| 2019 | 34ns Premis Independent Spirit                          | Millor paper protagonista | Sócrates       | Nominat   |     |
| 2018 | Festival Internacional de Cinema de Mannheim-Heidelberg | Millor actor              | Sócrates       | Guanyador |     |
| 2018 | Festival MixBrasil de Cultura da Diversidade            | Millor actor              | Sócrates       | Guanyador |     |
| 2021 | IX edició dels Premis Platino                           | Millor actor secundari    | 7 Prisioneiros | Nominat   |     |